# مهبط يطفتا
مهبط أو مطار يطفتا (بالإنجليزية: Yotvata Airfield)‏ (بالعبرية: מנחת יָטְבָתָה) هو مطار إسرائيلي محلي صغير يقع بالقرب من كيبوتس يوتوفاتا، جنوب إسرائيل شمال إيلات ويبعد عنها نحو 40 كم فقط .